# Wilhelm Groth
Wilhelm Groth (* 9. Januar 1904 in Hamburg; † 20. Februar 1977 in Bonn) war ein deutscher Physikochemiker und an dem Uranprojekt im Zweiten Weltkrieg, das auch Uranverein genannt wurde, beteiligt. Nach dem Krieg arbeitete er als Professor an der Universität Hamburg. Von 1965 bis 1966 war er Rektor der Universität Bonn.

## Leben
Am 9. Januar 1904 wurde Wilhelm Groth als Sohn eines Kaufmannes geboren. Nach Absolvierung des Abiturs an der Oberrealschule zu St. Georg, Hamburg studierte er zuerst Architektur und Bauwesen in München. Wenig später begann er jedoch ein Studium der Physik und Chemie an der Ludwig-Maximilians-Universität München und später an der Universität Tübingen, wo er 1927 bei Walther Gerlach promovierte. Von da an arbeitete er als wissenschaftlicher Assistent an der Technischen Hochschule Hannover und dann an der Universität Hamburg, wo er sich 1938 habilitierte. Groth beantragte am 1. September 1937 die Aufnahme in die NSDAP und wurde rückwirkend zum 1. Mai desselben Jahres aufgenommen (Mitgliedsnummer 4.605.027). Im April 1939 wandte er sich zusammen mit Paul Harteck in einem Brief an das Reichskriegsministerium und machte es auf die militärischen Möglichkeiten der kürzlich entdeckten Kernspaltung aufmerksam. Im September 1939 kam es daraufhin zur Gründung des sogenannten Uranvereins, in dem sich Groth unter anderem damit beschäftigte, mit Hilfe einer Ultrazentrifuge Uran anzureichern. Diese Arbeiten fanden in Hamburg, später in Freiburg und gegen Ende des Krieges schließlich in Celle statt. Bis 1945 arbeitete er als Privatdozent in Hamburg. Von da an bis 1950 arbeitete er als Professor an der Universität Hamburg, zuerst als außerplanmäßiger Professor und dann als ao. Professor. Von 1950 bis 1972 hatte er den Lehrstuhl für physikalische Chemie an der Universität Bonn inne. 1956 gründete er den wissenschaftlichen Beirat des Kernforschungszentrums Jülich. Von 1965 bis 1966 war er Rektor der Universität Bonn. 1977 starb er im Alter von 73 Jahren in Bonn.

## Publikationen (Auswahl)
- Eine 3-stufige Mehrzweckthermodiffusions-Trennrohr-Kaskade Bukow, Kernforschungsanlage Jülich, Jülich 1968 (als Ms. gedr.)
- Chemische Reaktionen in der Atmosphäre, Hanstein, Bonn 1966.
- Prototyp-Trennelemente für eine Mehrzweck-Thermodiffusions-Isotopentrennanlage für Gase, Kernforschungsanlage Jülich, Jülich 1963 (als Ms. gedr.)
- Photochemie im Schumann-Ultraviolett, Leipzig (1939).
- Eine besondere Form der Glimmentladung im transversalen Magnetfeld, Kiel (1924).

## Auszeichnungen
- 1970 Großes Verdienstkreuz[7]